# Josh Katz
Joshua "Josh" Katz, (* 29. prosince 1997 v Baulkham Hills, Austrálie) je australský zápasník–judista.

## Sportovní kariéra
Pochází z judistické rodiny. Jeho matka Kerrye se účastnila v roce 1988 olympijských her v Soulu jako reprezentantka Austrálie v ukázkové disciplíně ženského juda a jeho otec Rob se věnuje trenérské práci. S judem začínal společně se svým bratrem Nathanem v Sydney pod vedením svých rodičů. Od roku 2013 žije s bratrem ve Spojeném království v Camberley, kde se připravují pod vedením Luka Prestona. V roce 2016 mu body z oceánského mistrovství stačily pro přímou kvalifikaci na olympijské hry v Riu, kde vypadl v úvodním kole.

## Výsledky
| Olympijské hry      |     |     |    | úč. |  |  |  |  |  |  |  |  |  |  |  |  |  |  |  |  |  |
| Mistrovství světa   | —   | —   | —  |     |  |  |  |  |  |  |  |  |  |  |  |  |  |  |  |  |  |
| Mistrovství Oceánie | —   | —   | 1. | 1.  |  |  |  |  |  |  |  |  |  |  |  |  |  |  |  |  |  |
| MS juniorů          | —   | úč. | —  |     |  |  |  |  |  |  |  |  |  |  |  |  |  |  |  |  |  |
| MS dorostenců       | úč. |     |    |     |  |  |  |  |  |  |  |  |  |  |  |  |  |  |  |  |  |